# Supraporte

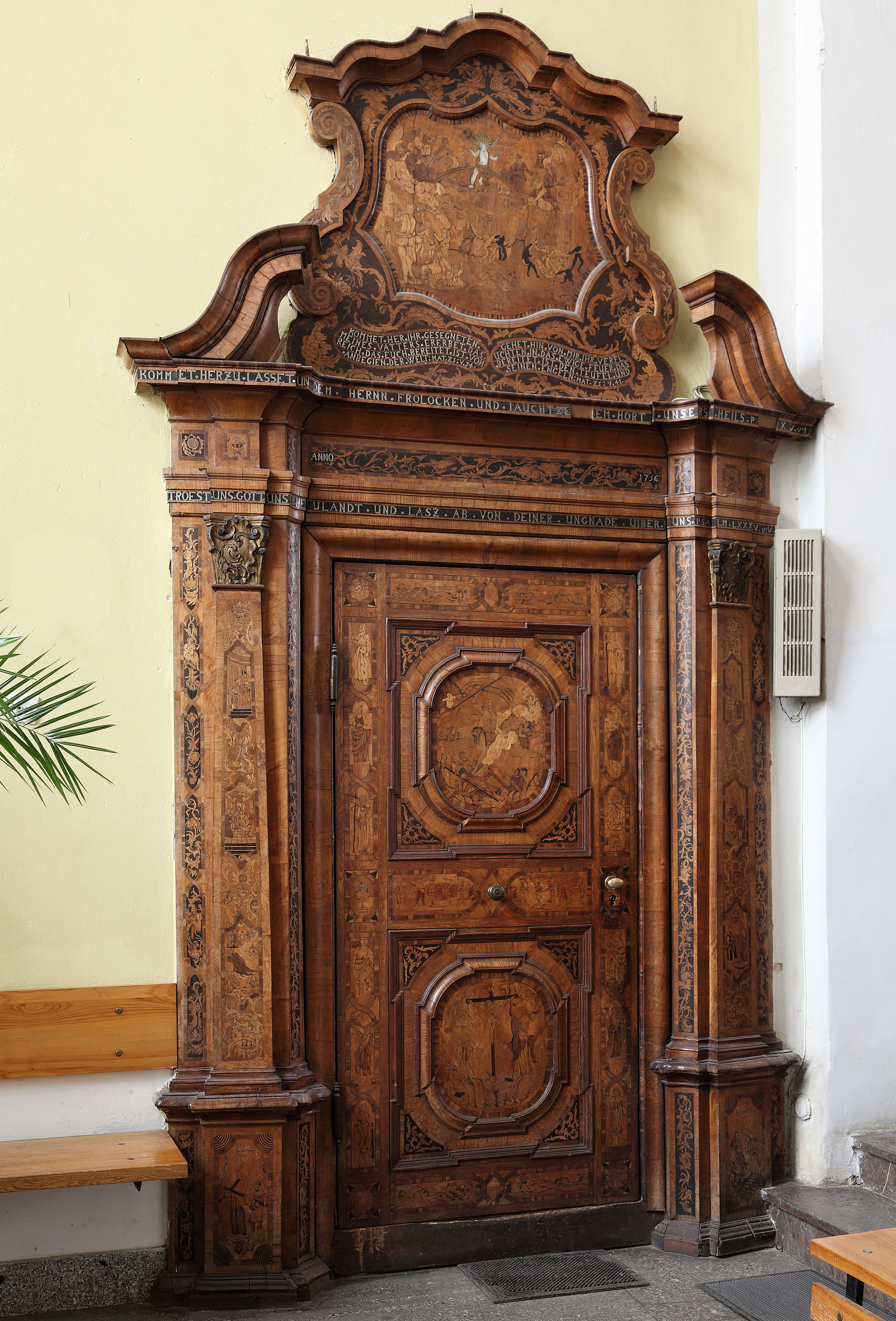
Geschnitzte Supraporte mit Intarsienbild über einer reich verzierten Barocktür (Toruń, 1756)

Eine Supraporte (Sopraporte) ist ein in der Renaissance und Barockzeit oft bildlich oder dekorativ belebter und gerahmter Aufsatz über dem Türsturz.

## Bezeichnung
Die Bezeichnung Supraporte kommt aus dem Lateinischen, „supra“ steht für „das darüber oder oberhalb Befindliche, das Obere“, „porta“ für „Tür“. Der in der Kunstgeschichte ebenfalls geläufige Begriff Sopraporte kommt aus dem Italienischen.

### Begriffliche Abgrenzungen
Wenn die Zierfläche des Wandfeldes über der Tür einen bogenförmigen Umriss hat, wird sie als Lünette bezeichnet. Hauptartikel → Lünette (Bildende Kunst)
Wird die Tür von einem Giebeldreieck oder einem Bogenfeld bekrönt, wird dessen Binnenfläche als Tympanon bezeichnet.

## Formen und Verbreitung
Eine Supraporte ist stets eine äußerst repräsentative Bekrönung der Tür; sie kann frei hängen oder gestalterisch-konstruktiv in den Türrahmen einbezogen sein.

Besonders verbreitet ist sie in Schlössern und Residenzen der Renaissance, des Barocks und des Rokokos, später auch in Bürgerhäusern des Historismus und des Jugendstils. Supraporten können ein Wappen, eine Kartusche oder ein Relief enthalten. Gemalte Supraporten mit Gemälden sind thematisch meist auf den Raum bezogen, in dem sie hängen oder zu dem die Tür führt. Mehrere Supraporten in einem Raum können thematisch aufeinander bezogen sein oder mit der übrigen künstlerischen Ausgestaltung des Raums ein Bezugssystem bilden. Entsprechend dem Anbringungsort sind gemalte Supraporten oft im Querformat gehalten und auf Untersicht komponiert.

Beispiele
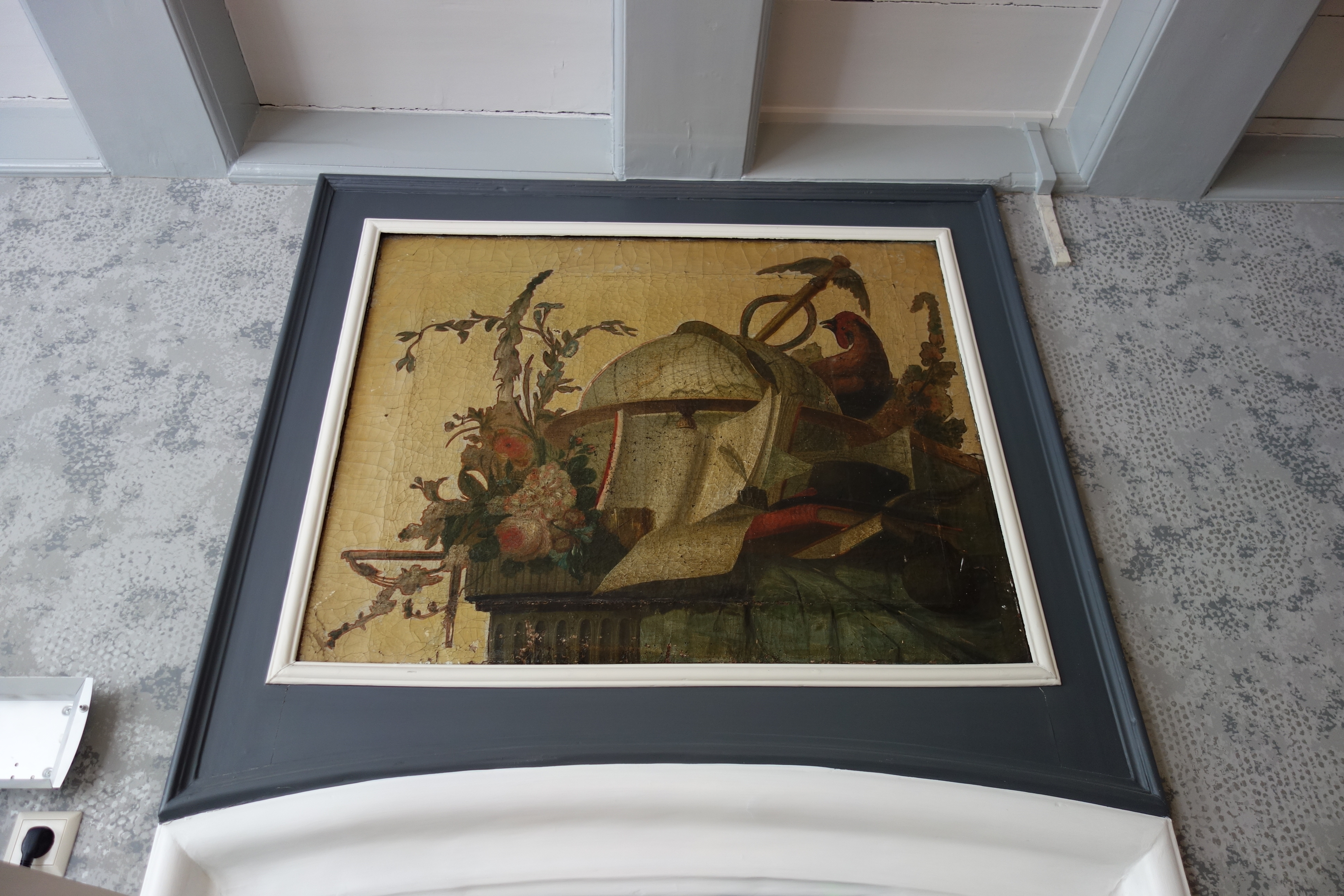
Supraporte als gerahmtes Gemälde (Edam-Volendam)
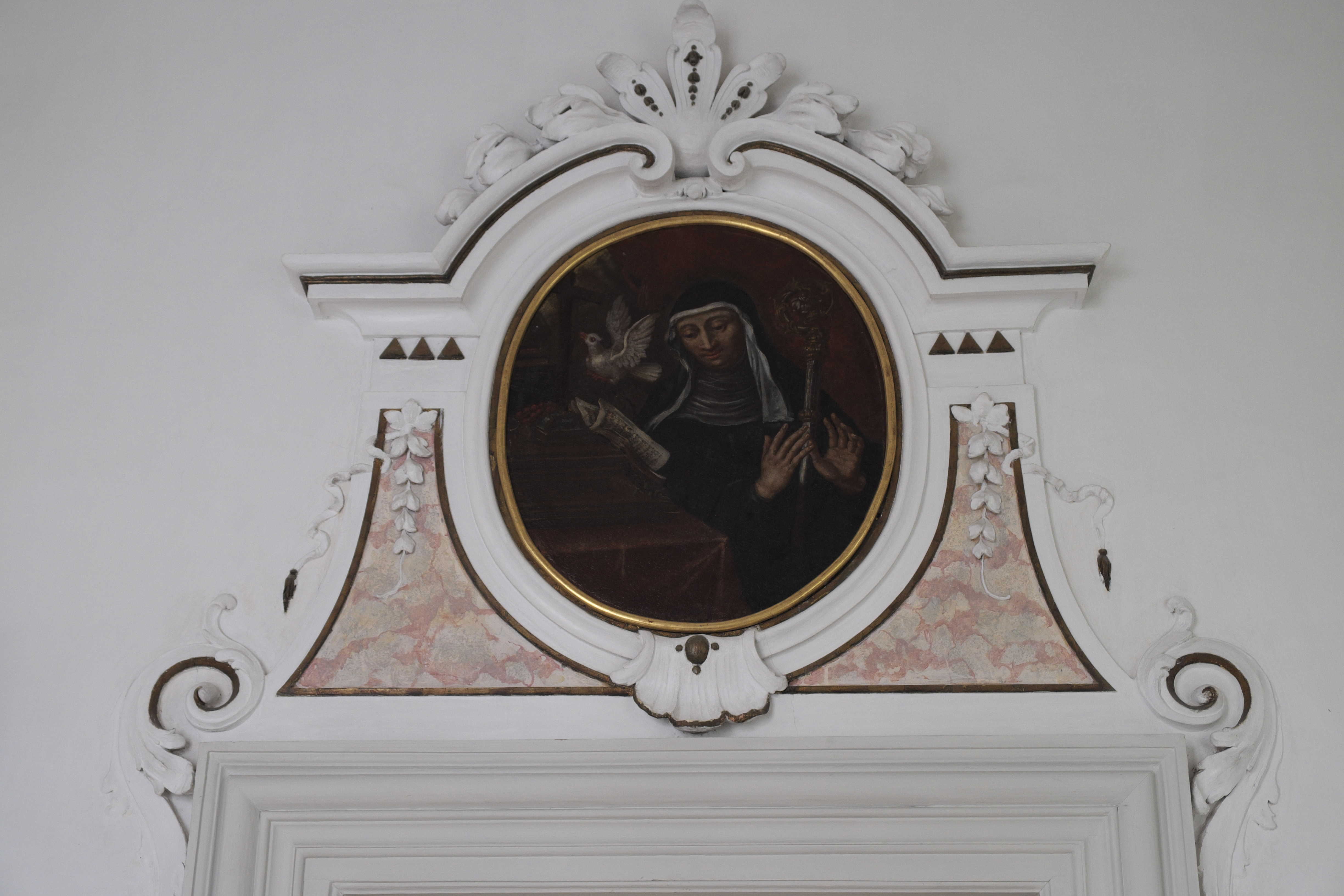
Supraporte mir Tondo und Stuckrahmung (Kloster Benediktbeuern)
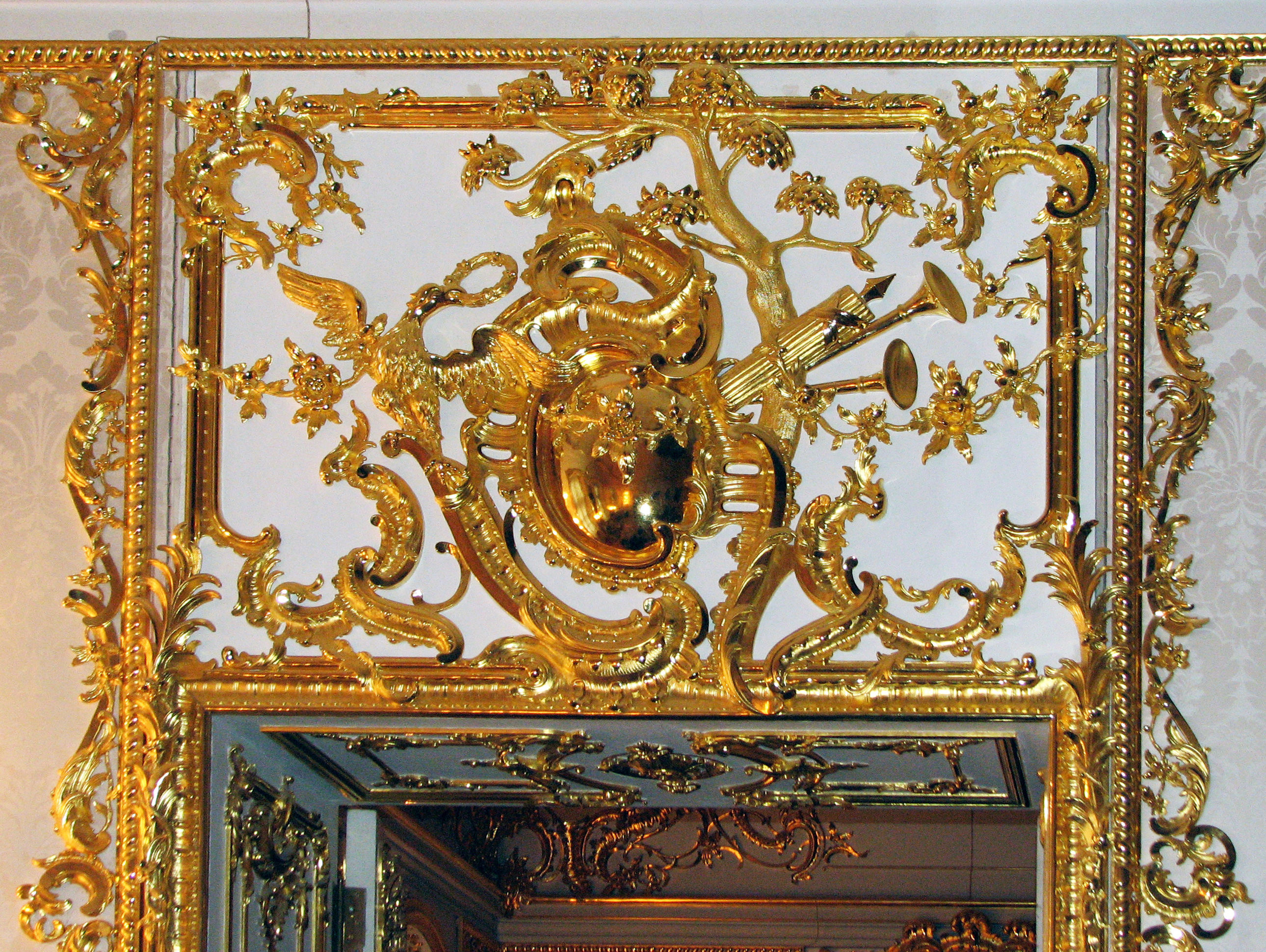
Supraporte aus Rocaille-Schnitzwerk (Katharinenpalast, St. Petersburg, 18. Jahrhundert)
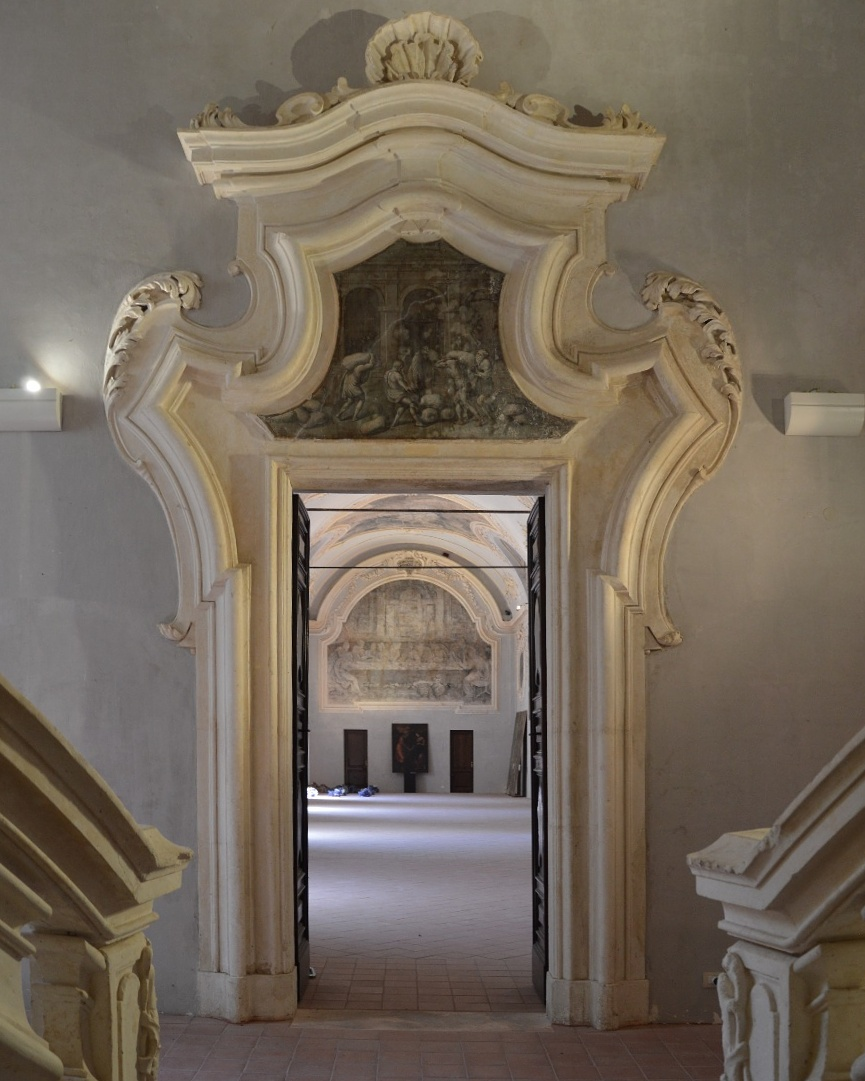
Supraporte mit Gemälde und reich gerahmtem Barockstuck (Abtei Santo Spirito al Morrone)
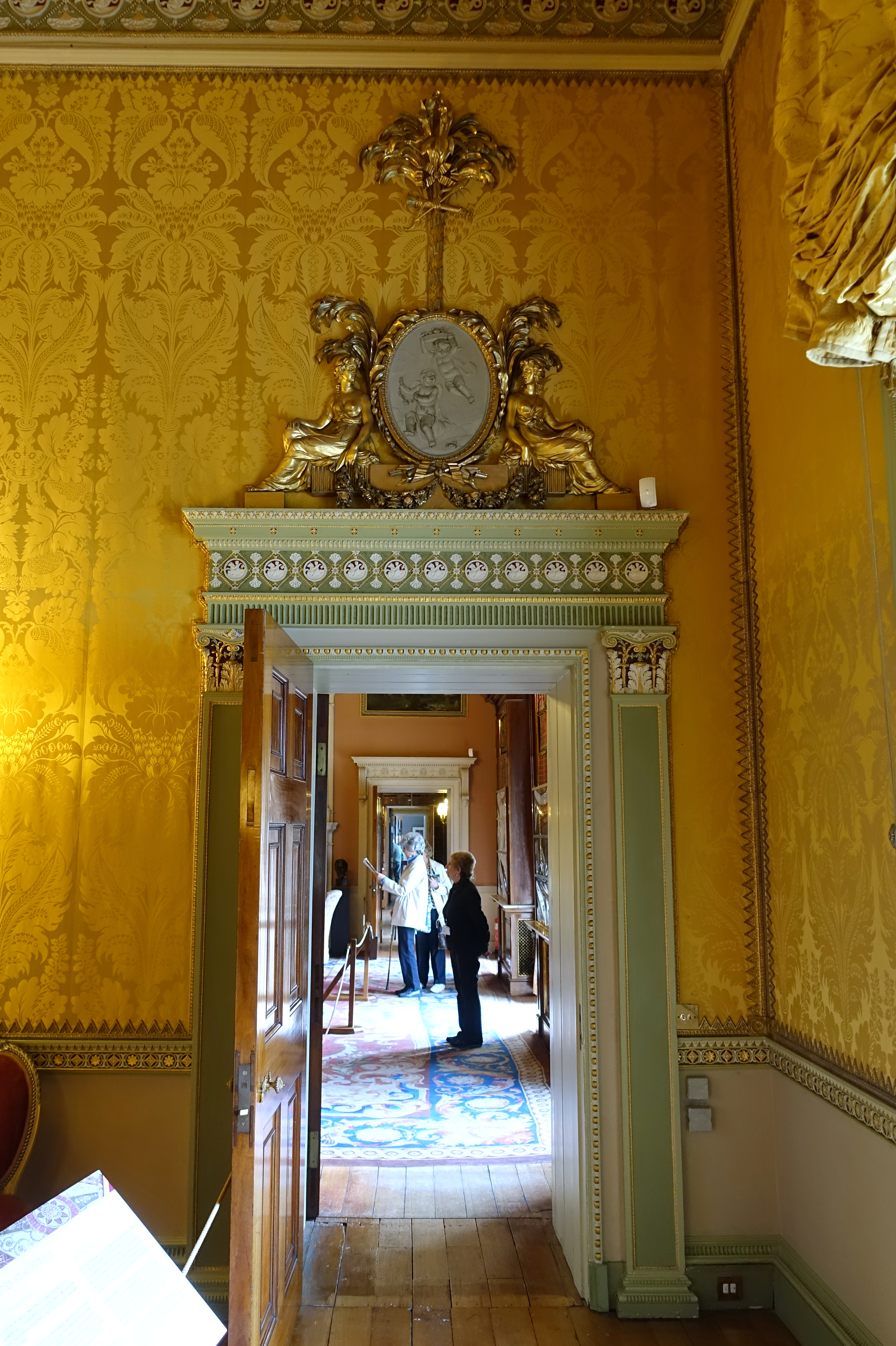
Supraporte mit Relief-Tondo und figürlicher Rahmung (Harewood House, West Yorkshire, 18. Jahrhundert)
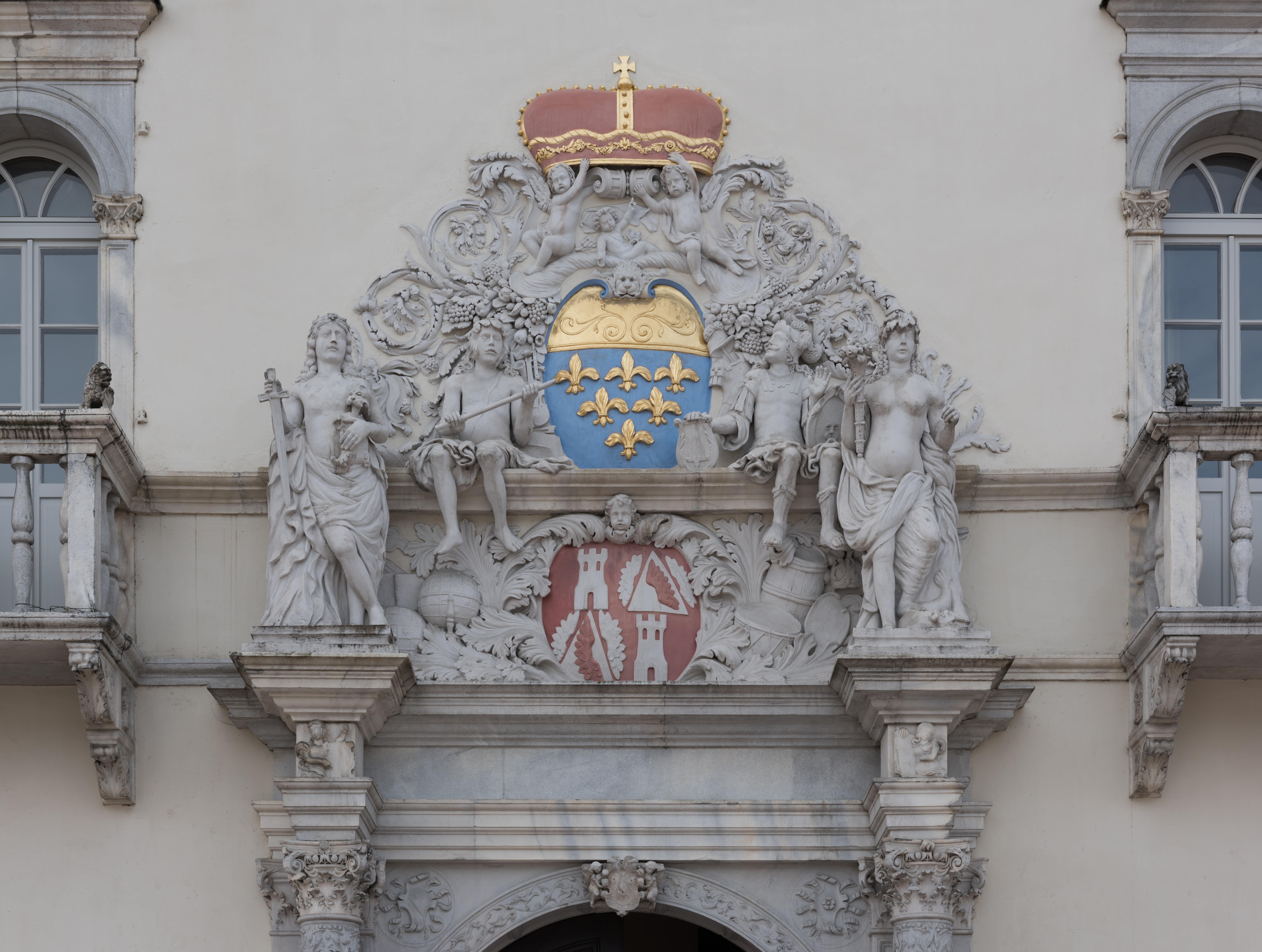
Supraporte mit Figuren- und Wappenreliefs (Schloss Porcia, Spittal, 16. Jahrhundert)
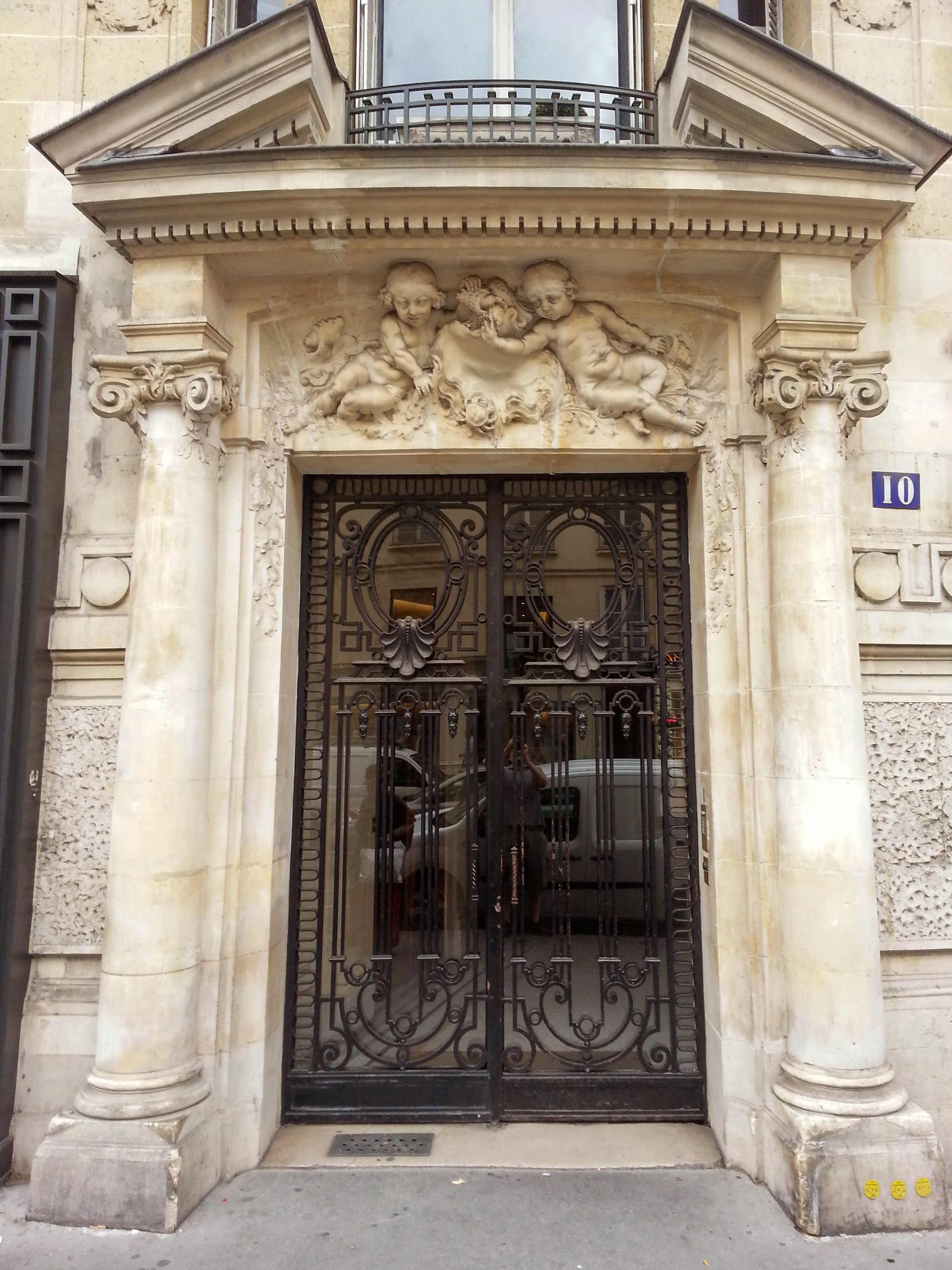
Supraporte mit Figurenrelief (Paris)
Supraporte über einem Triumphbogen (Entwurf von Melchior Tavernier, 17. Jahrhundert)